# Modou Diagne Fada
Modou Diagne Fada (* 3. Februar 1969 in Darou Mousty, Département Kébémer, Region Louga) ist ein senegalesischer Politiker, der mehrmals Minister war.

## Leben
Modou Diagne Fada begann nach dem Schulbesuch 1987 ein Studium der Naturwissenschaften an der Université Cheikh Anta Diop de Dakar (UCAD), das er 1992 mit einem Magister (Maîtrise en sciences naturelles) abschloss. Danach begann er ein postgraduales Studium der Tierbiologie zum Erwerb des Diplôme d’études approfondies (DEA). Während seines Studiums trat er 1992 der Demokratischen Partei PDS (Parti Démocratique Sénégalais) als Mitglied bei und war Generalsekretär von deren Studenten-Sektion. Er war zwischen 1995 und 1997 als Attaché im Kabinettsbüro von Staatsminister Abdoulaye Wade tätig, er zu dieser Zeit letztmals Mitglied der Regierung der nationalen Union war. 1997 wurde er Generalsekretär der Arbeiter- und Liberalen Jugend UJTL (Union des jeunesses travaillistes et libérales). 1998 wurde er auf der Liste der PDS erstmals zum Mitglied der Nationalversammlung (Assemblée nationale du Sénégal) gewählt.
Nach der Wahl von Abdoulaye Wade zum Staatspräsidenten wurde Diagne Fada im April 2000 Jugendminister (Ministre de la Jeunesse) im zweiten Kabinett von Premierminister Moustapha Niasse. Im darauf folgenden Kabinett von Premierministerin Mame Madior Boye fungierte er zwischen März 2001 und November 2002 als Minister für Jugend, Umwelt und öffentliche Hygiene (Ministre de la Jeunesse, de l’Environnement et de l’Hygiène Publique). Zugleich wurde er 2001 auch Sprecher der Parti Démocratique Sénégalais. Im darauf folgenden Kabinett von Premierminister Idrissa Seck wurde er im November 2002 Minister für Umwelt und Naturschutz (Ministre de l’environnement et de la protection de la nature) und bekleidete dieses Ministeramt auch im Anschluss von April 2004 bis Juni 2007 bestehenden Kabinett von Premierminister Macky Sall. 
2007 gründete Modou Diagne Fada innerhalb der PDS die Bewegung WARWI, die bei den Parlamentswahlen im Juli 2007 neben ihm zwei weitere Mandate in der Nationalversammlung errang. 2008 wurde er Dritter Vizepräsident der Nationalversammlung. Im April 2009 wurde er als Minister für Gesundheit und Vorbeugung (Ministre de la santé et de la prévention) in das Kabinett von Premierminister Souleymane Ndéné Ndiaye berufen und bekleidete dieses Ministeramt bis zum Ende von dessen Amtszeit im April 2012. Bei den Wahlen am 1. Juli 2012 wurde er auf der Nationalen Liste der PDS wieder zum Mitglied der Nationalversammlung gewählt und daraufhin Präsident der Parlamentarischen Gruppe der Liberalen und Demokraten. Zugleich wurde er bei den Kommunalwahlen im Juni 2014 zum Mitglied des Rates des Département Kébémer gewählt, dessen Präsident er seither ist. Im Zuge der Operation Restoring Hope, der von einer Militärallianz unter Führung Saudi-Arabiens am 22. April 2015 begonnenen zweiten Phase der Militärintervention im Jemen, erklärte er:
„Saudi-Arabien ist nicht bedroht – noch sind es die heiligen Stätten des Islam. Es gibt nichts, das eine militärische Intervention des Senegal rechtfertigen könnte.“.
Am 15. Oktober 2015 wurde er aus der PDS ausgeschlossen und gründete am 7. Mai 2016 mit den Demokratischen Reformern LDR-„Yessal“ (Les Démocrates réformateurs ‚Yessal‘) seine eigene Partei. Bei den Wahlen am 30. Juli 2017 wurde er nicht wieder zum Mitglied der Nationalversammlung gewählt.
Im März 2024 wurde er noch einmal als Minister berufen für das kurzlebige Kabinett Kaba des scheidenden Staatspräsidenten Macky Sall.

## Weblink
- Eintrag auf der Nationalversammlung (Assemblée nationale du Sénégal)